# Ismael de Céspedes
Ismael de Céspedes y Yero (Bayamo, Oriente, Cuba, 17 de junio de 1842 - Nueva Orleáns, Luisiana, Estados Unidos, 10 de noviembre de 1910), fue un militar cubano. Coronel del Ejército Mambí. Sobrino de Carlos Manuel de Céspedes, padre de la nación cubana.

## Orígenes y primeros años
Ismael de Céspedes y Yero nació en la ciudad de Bayamo, en el Oriente de Cuba, el 17 de junio de 1842. 
Hijo del terrateniente rico Francisco Javier de Céspedes y del Castillo y María de la Caridad Yero. Sus padres no estaban casados, por lo que esto constituyó una unión extramarital. Su medio hermano, Ricardo de Céspedes, nació en 1848, hijo del mismo padre, pero con su esposa oficial. 
Al establecerse el sistema de telégrafo en Cuba, Ismael decidió dedicarse al oficio de telegrafista y fue nombrado técnico responsable. Desde su puesto, Ismael aprovechó para conspirar por la independencia de Cuba, al igual que el resto de su familia. Se involucró en dichas conspiraciones desde 1864.

## Guerra de los Diez Años
Finalmente, todas éstas conspiraciones, llevaron a que el 10 de octubre de 1868 estallase la Guerra de los Diez Años (1868-1878), primera guerra por la independencia de Cuba. Toda la familia Céspedes se levantó en armas por la independencia de Cuba. 
Pocos días antes, el 7 de octubre, Ismael detectó desde su puesto de telegrafista, el telegrama del Capitán General de Cuba Francisco Lersundi, en el cual ordenaba arrestar a muchos conspiradores independentistas, entre ellos, a su padre Francisco Javier y a su tío Carlos Manuel de Céspedes. 
Ismael alertó a su tío sobre el asunto y, por eso, este adelantó el alzamiento, que había sido previsto para el 12 de octubre, para dos días antes: el 10 de octubre de 1868. Mientras tanto, Ismael marchó personalmente a la finca “Las Mangas” de Perucho Figueredo a avisarle de la situación. Se unió a las fuerzas de éste el 13 de octubre. 
Ismael fue nombrado General de Brigada (Brigadier) y designado como “Director General de Comunicaciones”. Poco después, tomó parte en la Toma de Bayamo y en la posterior defensa y quema de dicha ciudad, en enero de 1869. 
En abril de 1869, tras la Asamblea de Guáimaro, ocurrió una reestructuración del Ejército Mambí. Con motivo de esto, Ismael aceptó renunciar a su grado de Brigadier y fue nombrado Comandante. Combatió bajo las órdenes de los Generales Donato Mármol, Antonio Maceo y Calixto García. A fines de 1873, fue ascendido a Coronel. 
En 1875, Ismael, como los demás miembros sobrevivientes de la familia Céspedes, participó en la Sedición de Lagunas de Varona, encabezada por el Mayor general Vicente García González, para deponer al presidente de la República de Cuba en Armas, Salvador Cisneros Betancourt, a quien culpaban por la deposición de Carlos Manuel de Céspedes, ocurrida en octubre de 1873. 
En 1877, Ismael era jefe de la “Brigada de Guantánamo”. Desde su puesto, se opuso enérgicamente al Pacto del Zanjón, acaecido el 10 de febrero de 1878, que puso fin a la guerra sin reconocer la independencia de Cuba. Ismael, como uno de los pocos miembros de la familia Céspedes que había sobrevivido a casi diez años de guerra, nunca habría estado de acuerdo con dicho pacto.

## Guerra Chiquita y Tregua Fecunda
Ismael fue arrestado por conspiración en la ciudad de Manzanillo, el 5 de octubre de 1879. Por aquellos tiempos, muchos antiguos oficiales cubanos del Ejército Mambí, conspiraban para reiniciar la lucha por la independencia de Cuba. 
Finalmente, acabaría estallando la Guerra Chiquita (1879-1880), la cual tampoco fue victoriosa para los cubanos. 
Ismael fue enviado a prisión, al Morro de La Habana. Posteriormente, fue deportado a Puerto Rico y guardó prisión en Cádiz y el norte de África. Liberado en 1883, regresó a su ciudad natal, durante algún tiempo, hasta establecerse finalmente en la ciudad de Nuevitas, Camagüey. 

## Guerra Necesaria
Tras el estallido de la Guerra Necesaria (1895-1898), el 24 de febrero de 1895, Ismael fue nuevamente apresado por las autoridades coloniales españolas y, posteriormente, enviado a La Habana, donde guardó prisión domiciliaria. 
Tras esto, se exilió en los Estados Unidos. Desde dicho país, colaboró con la lucha independentista cubana. La guerra terminó en 1898, con la expulsión de España y el inicio de la Primera ocupación estadounidense en Cuba (1898-1902).

## Últimos años y muerte
Una vez finalizada la ocupación estadounidense y establecida la República, el presidente cubano Tomás Estrada Palma (1902-1906), lo nombró Cónsul de Cuba en la ciudad de Nueva Orleáns, en Luisiana, Estados Unidos. Ismael de Céspedes y Yero, falleció de causas naturales en dicha ciudad, el 10 de noviembre de 1910, a los 68 años de edad. 
- Datos: Q56844070